# Kortaderia

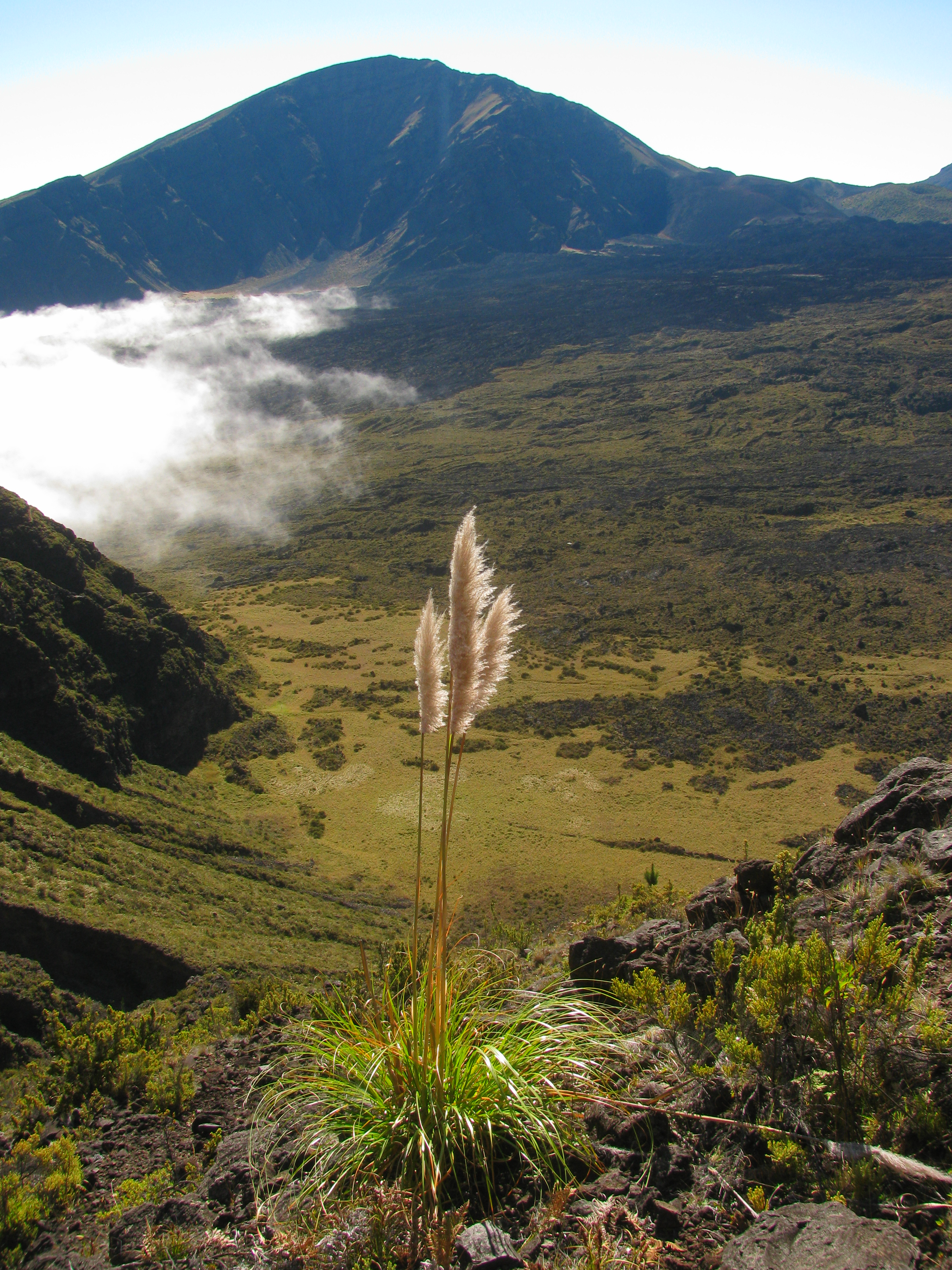
Cortaderia jubata – jako gatunek inwazyjny na Hawajach

Kortaderia, trawa pampasowa, okolcz (Cortaderia Stapf) – rodzaj roślin należących do rodziny wiechlinowatych. Obejmuje od ok. 20 gatunków (w wąskim ujęciu po wyodrębnieniu rodzaju Austroderia) do ok. 24, 25 lub nawet 27 gatunków. 
W wąskim ujęciu należą tu tylko gatunki południowoamerykańskie, a w szerszym także cztery z Nowej Zelandii i jeden z Nowej Gwinei. Niektóre gatunki zostały rozprzestrzenione jako trawy ozdobne lub stosowane do nasadzeń przeciwerozyjnych i stały się inwazyjne w różnych częściach świata, np. kortaderia pampasowa w południowej Europie, południowej Afryce, w południowo-zachodniej części USA, w Australii, Nowej Zelandii i Chinach, a Cortaderia jubata w południowej Afryce, w zachodniej części USA i na Hawajach, w Australii i Nowej Zelandii.
W naturze rośliny te zasiedlają zwykle brzegi strumieni w górskich dolinach, rzadziej widne lasy. Cortaderia pilosa jest istotnym składnikiem tundry subantarktycznej, a Cortaderia modesta trawiastych zbiorowisk, zwanych campos, porastających Wyżynę Brazylijską powyżej granicy lasu.

## Morfologia
PokrójTrawy kępiaste, zwykle okazałe, z pędami kwiatonośnymi sięgającymi wysokości 3 m.
LiścieW większości skupione odziomkowo w kępę, o blaszkach długich i wąskich, z ostrą (sztywną i piłkowaną), tnącą krawędzią. Języczek liściowy w postaci szeregu włosków.
KwiatyKwiaty jednopłciowe zebrane po 2–7 w bocznie spłaszczone kłoski, a te w okazałe, wąskie lub szerokie, wiechy. Rośliny są dwupienne (kwiaty żeńskie i męskie występują na różnych osobnikach). Plewy nierówne, cienkie, plewki owłosione, z długą ością. Pręciki dwa, szyjki słupka także dwie.
OwoceDługie i wąskie ziarniaki. W wielkich kwiatostanach, które na pojedynczej roślinie mogą powstać w liczbie 10 i więcej, powstaje do 100 tys. nasion w każdym.

## Systematyka
Rodzaj należący do rodziny wiechlinowatych (Poaceae), a w jej obrębie do podrodziny Danthonioideae.
Wykaz gatunków
- Cortaderia araucana Stapf
- Cortaderia archboldii (Hitchc.) Connor & Edgar
- Cortaderia atacamensis (Phil.) Pilg.
- Cortaderia bifida Pilg.
- Cortaderia boliviensis M.Lyle
- Cortaderia columbiana (Pilg.) Pilg.
- Cortaderia fulvida (Buchanan) Zotov – kortaderia kakaho[6]
- Cortaderia hapalotricha (Pilg.) Conert
- Cortaderia jubata (Lemoine ex Carrière) Stapf
- Cortaderia modesta (Döll) Hack. ex Dusén
- Cortaderia nitida (Kunth) Pilg.
- Cortaderia nitida x sericantha Sibth. & Sm.
- Cortaderia pilosa (d'Urv.) Hack.
- Cortaderia planifolia Swallen
- Cortaderia pungens Swallen
- Cortaderia richardii (Endl.) Zotov – kortaderia Richarda[6]
- Cortaderia roraimensis (N.E.Br.) Pilg.
- Cortaderia rudiuscula Stapf
- Cortaderia selloana (Schult. & Schult.f.) Asch. & Graebn. – kortaderia pampasowa[5][13]
- Cortaderia sericantha (Steud.) Hitchc.
- Cortaderia speciosa (Nees) Stapf
- Cortaderia splendens Connor
- Cortaderia toetoe Zotov
- Cortaderia turbaria Connor
- Cortaderia vaginata Swallen

## Zastosowanie i uprawa
Ze względu na okazałe rozmiary i wielkie kwiatostany kortaderie należą do popularnych traw ozdobnych. Wyhodowano odmiany o gęstych srebrzystobiałych i kremoworóżowych kwiatostanach osiągających 90 cm długości. Trawy te sadzone są zwykle w pojedynczych kępach, najlepiej prezentując się na ciemnym tle (np. drzew i krzewów iglastych). Wymagają na ogół stanowisk ciepłych, słonecznych i wilgotnych, na podłożu przepuszczalnym. Do najbardziej popularnych w uprawie roślin z tego rodzaju, a przy tym największych i nie polecanych do małych ogrodów należy kortaderia pampasowa znosząca zimą spadki temperatur do -20 °C.
Wiechy stosowane są także do tworzenia suchych bukietów.